# Concerto pour hautbois no 2 de Haendel
Pour les articles homonymes, voir Concerto pour hautbois (homonymie).
Le concerto pour hautbois no 2 en si bémol majeur (HWV 302a) est composé par George Frideric Handel pour hautbois, orchestre et basse continue.
Cette œuvre est publiée pour la première fois dans le quatrième volume de Select Harmony chez l'imprimeur John Walsh en 1740. D'autres catalogues de la musique de Haendel le classent sous l'abréviation de HG (en) xxi, 91 et Hallische Händel-Ausgabe (en) iv/12,47.
Le concerto emprunte largement aux ouvertures des Chandos Anthems O come, let us sing to the Lord (HWV 249b) et I will magnify thee (HWV 250a) — qui ont été combinés et transposés pour l'œuvre.
Il est suggéré que l'œuvre ait été arrangée par Haendel pour le hautboïste hollandais Jean Christian Kytch (en).
Son exécution dure à peu près neuf minutes.

## Structure
L'œuvre se compose de quatre mouvements :
I. Vivace
II. Allegro (fugue)
III. Andante
IV. Allegro